# سیمیون دژنیف
سیمیون ایوانوویچ دِژنیُف (روسی: Семён Ива́нович Дежнёв؛ IPA: [sʲɪˈmʲɵn ɪˈvanəvʲɪtɕ dʲɪˈʐnʲɵf]; ۷ مارس ۱۶۰۵ – ۱ ژانویهٔ ۱۶۷۳) یک کاشف سیبری اهل روسیه تزاری و اولین اروپایی‌ای بود که توانست از تنگه برینگ ۸۰ سال پیش از ویتوس برینگ عبور کند. در سال ۱۶۴۸ او با کشتی‌اش از رود کولیما واقع در اقیانوس منجمد شمالی به راه افتاد تا به رود آنادیر در اقیانوس آرام برسد. دستاورد او تقریباً به مدت صد سال به فراموشی سپرده شد و عمدتاً از برینگ برای کشف این تنگه که نام او را نیز بر خود دارد، یاد می‌شود.

## زندگی
دژنیف، متولد حدود سال ۱۶۰۵ میلادی، احتمالاً در شهرک ولیکی اوستیوگ یا روستای رود پینه‌گا است. به گفته لیدیا بلک که یک انسان‌شناس است دژنیف در سال ۱۶۳۰ برای خدمت در سیبری، احتمالاً به عنوان یک فرد سرویس کلاس یا یک مأمور دولت به کار فراخوانده شد. او هشت سال در توبولسک و ینی‌سئیسک خدمت کرد و سپس در سال ۱۶۳۹ یا شاید زودتر به یاقوتستان رفت. گفته می‌شود که او یکی از اعضای گروه کازاک Pyotr Beketov بود، که عمدتاً برای بنا نهادن یاکوتسک (در رود لنا) در سال ۱۶۳۲ شناخته می‌شوند. به هر صورت، تا قبل از سال ۱۶۳۹ وی به یاقوتستان فرستاده شد و در آنجا با یک اسیر یاقوت ازدواج کرد و سه سال بعد را به جمع‌آوری باج (Yasak) از بومی‌ها پرداخت.
در سال ۱۶۴۱ دژنیف به سمت شمال شرقی یکی از شاخه‌های تازه کشف شدهٔ رود اندگریکا حرکت کرد؛ جاییکه که دژنیف تحت فرماندهی میخائیل استادوخین قرار داشت. یافتن تنها اندکی خز و نیز وجود بومیان متخاصم و همچنین شنیدن خبرهایی از وجود یک رودخانه ثروتمند در سمت شرق، سبب شد تا دژنیف و استادوخین و یاریلو زیریان با کشتی به سمت جنوب ایندیگیرکا حرکت کنند و سپس به شرق در امتداد ساحل رودخانه کولیما بروند؛ جاییکه آنجا یک Ostrog ساختند (۱۶۴۳). این منطقه در آن زمان شرقی‌ترین مرز روسیه بود. کولیما به زودی تبدیل به یکی از ثروتمندترین مناطق شرق سیبری شد. در سال ۱۶۴۷، ۳۹۶ مرد در آن محدوده مالیات یکسان می‌پرداختند و ۴۰۴ مرد گذرنامه برای سفر از یاکوتسک به کولیما را دریافت کردند.
از حدود سال ۱۶۴۲، روس‌ها خبرهایی در مورد وجود داشتن «رودخانه پوگیچا» واقع در شرق را شنیدند که به قطب شمال و مناطق مجاورش سرازیر می‌شود و در در داشتن منابع خز سمور دریایی، عاج والروس و سنگ‌های نقرهٔ معدنی غنی است. تلاشی که در سال ۱۶۴۶ برای رسیدن به آن انجام شد، شکست خورد. در سال ۱۶۴۷ فدوت الکسیف، کارگزار یکی از بازرگانان مسکو، یک سفر اکتشافی ترتیب داد و از آنجاییکه دژنیف یک مقام دولتی بود، روی به او آورد. این سفر موفق به رسیدن به دریا شد اما به دلیل توده‌های یخ بسیار ضخیم نتوانست شبه‌جزیره چوکچی را پشت سر بگذارد و به همین دلیل مجبور به بازگشت شد.
آن‌ها مجدداً سال بعد (۱۶۴۸) تلاشی دوباره کردند. فدوت الکسیف با دو نفر دیگر به نام آندریف و افستاف که با همراهی کشتی‌ها و افرادشان از طرف گوسلنیکوفِ تاجر آمده بودند به گروه اکتشاف پیوست؛ الکسیف پنج کشتی و اکثریت افراد را تأمین کرده بود. گراسیم آنکودینوف نیز با همراه کشتی‌اش و سی نفر نیرو به این سفر ملحق شد. دژنیف، همانگونه که در آن زمان رسم بود حدود ۱۸ یا ۱۹ نفر از افرادش را برای جمع‌آوری پوست برای سود شخصی دوباره استخدام کرد. تعداد کل گروه بین ۸۹ و ۱۲۱ نفر بود که سوار بر کشتی‌های کوچ سنتی سفر می‌کردند. دست‌کم یک زن نیز (همسر اهل یاقوتستان الکسیف) با این گروه همراه بود.